# Galerij der veldslagen

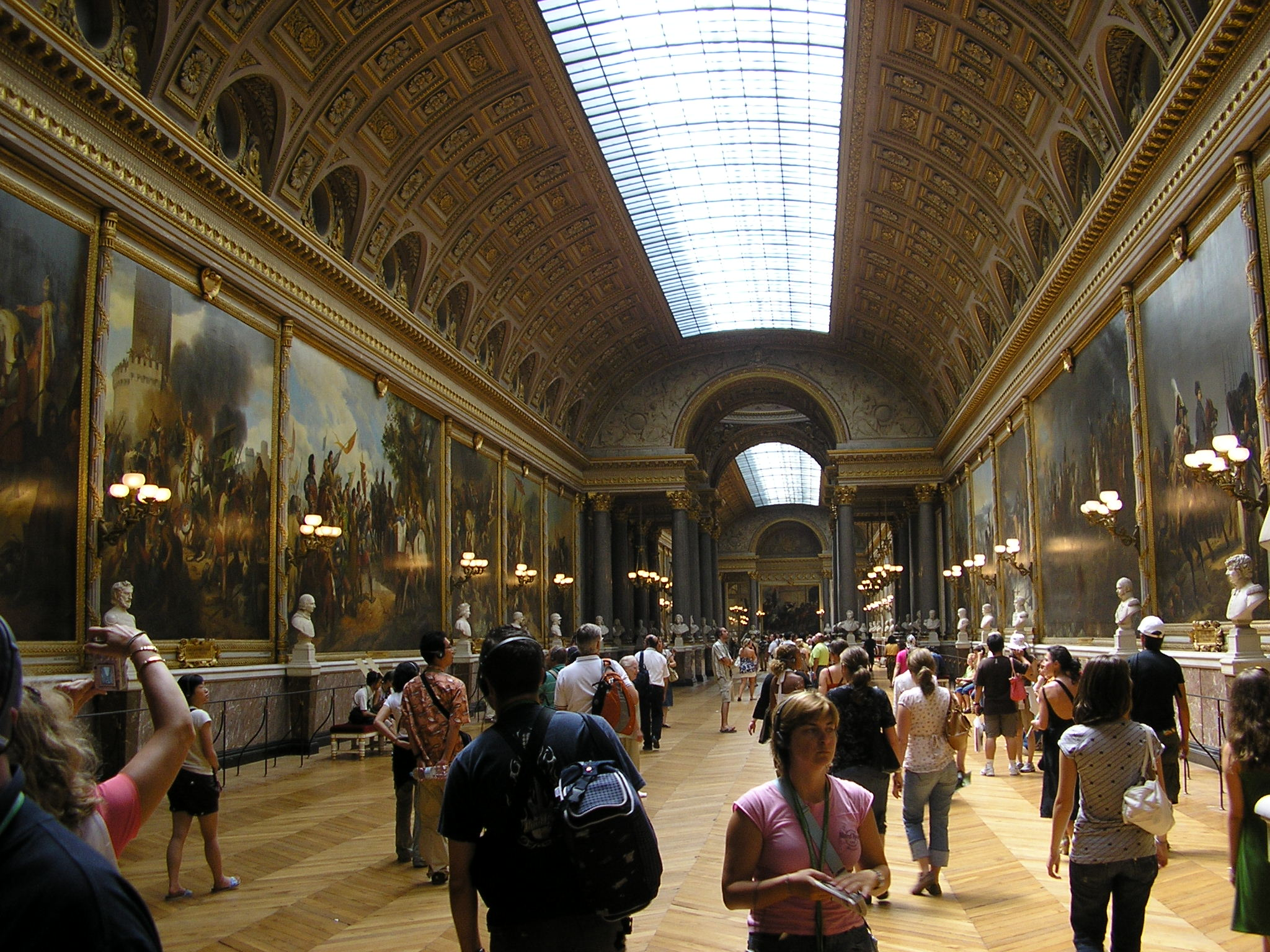
Galerij der Veldslagen

De Galerij der veldslagen (Frans: Galerie des Batailles) is een bekende zaal in het paleis van Versailles (Frans: Château de Versailles) bij Parijs. De ruim 118 meter lange zaal bevindt zich in de zuidvleugel (Aile du Midi) en is in 1833-1837 in opdracht van Lodewijk-Filips I gebouwd als onderdeel van zijn Frans historisch museum (Musée de l'Histoire de France). De architect was Frédéric Nepveu die voor de bouw de prinselijke appartementen opofferde. Net als de Spiegelzaal wordt ook de Galerij der Veldslagen geflankeerd door twee bijbehorende salons: de Zaal van 1792 en de Zaal van 1830, ieder gewijd aan een revolutiejaar in de Franse geschiedenis.
In deze zaal hangen 33 schilderijen van de grote veldslagen, vanaf de slag bij Tolbiac in 496 tot aan de slag bij Wagram in 1809. Ook staan hier aan twee kanten 82 borstbeelden van beroemde veldheren en 16 bronzen platen met de namen van helden die voor het Franse vaderland stierven.
In de nacht van 26 juni 1978 raakte de Galerij zwaar beschadigd bij een aanslag. Bretonse separatisten lieten een verdieping lager een bom afgaan die een gat sloeg in de vloer van de Galerij en verschillende schilderijen en beelden beschadigde. Een bewaker raakte gewond. De restauratie kostte 3 miljoen franc en werd afgerond in april 1982.